# Petar Turković
Petar Turković (* 5. Juni 1997 in Zagreb) ist ein kroatischer Fußballspieler.

## Karriere
Turković begann seine Karriere bei Inter Zaprešić. Zur Saison 2013/14 wechselte er zum NK Ponikve. Zur Saison 2014/15 kehrte er zu Inter zurück. Im Februar 2016 wechselte er zum Zweitligisten NK Rudeš. Für Rudeš kam er aber nie zum Einsatz. Zur Saison 2016/17 schloss er sich dem Drittligisten NK Dubrava an. Im Februar 2017 zog er zum NK Junak Sinj weiter.
Zur Saison 2017/18 wechselte Turković zum Zweitligisten NK Dugopolje. Für Dugopolje kam er insgesamt zu acht Einsätzen in der 2. HNL. Zur Saison 2018/19 wechselte der Verteidiger nach Slowenien zum Zweitligisten NK Brežice 1919. Für Brežice absolvierte er in seiner ersten Spielzeit 25 Partien in der 2. SNL. Nach weiteren fünf Einsätzen zu Beginn der Saison 2019/20 wechselte er im August 2019 innerhalb der Liga zum NK Drava Ptuj. In Ptuj spielte er bis zum COVID-bedingten Saisonabbruch siebenmal.
Nach vier Einsätzen für Drava zu Beginn der Saison 2020/21 kehrte er im Oktober 2020 nach Kroatien zurück und wechselte zum Zweitligisten NK Kustošija. Für den Hauptstadtklub spielte er bis Saisonende 19 Mal in der 2. HNL. Nach zwei Einsätzen zu Beginn der Saison 2021/22 schloss er sich im August 2021 dem Erstligisten NK Hrvatski dragovoljac an. Dort gab er im Oktober 2021 gegen Dinamo Zagreb sein Debüt in der 1. HNL. Bis Saisonende kam er zu vier Einsätzen in der höchsten Spielklasse, aus der er mit Hrvatski dragovoljac zu Saisonende aber abstieg.
Zur Saison 2022/23 wechselte Turković anschließend nach Bosnien und Herzegowina zum NK Široki Brijeg. Für Široki Brijeg kam er zweimal in der Premijer Liga zum Einsatz. Im Februar 2023 wechselte der Abwehrspieler zum österreichischen Regionalligisten SV Allerheiligen. Für Allerheiligen spielte er bis Saisonende zwölfmal in der Regionalliga. Zur Saison 2023/24 schloss er sich dem viertklassigen FC Weinland Gamlitz an.